# Grotta di Clamouse
La grotta di Clamouse è una grotta ubicata nelle Gole dell'Hérault, in Occitania (Francia).
La grotta, ubicata sulla strada che collega Saint-Jean-de-Fos a Saint-Guilhem-le-Désert, è nota per la ricchezza delle sue concrezioni, in particolare per alcune rare formazioni di cristalli d'aragonite.

## Storia
La grotta di Clamouse è stata scoperta il 5 agosto 1945 da un gruppo di speleologi dello Spéléo-Club di Montpellier. I successivi rilievi topografici hanno consentito di disegnare un ambiente ipogeo di circa 5 km di lunghezza, di cui circa 1 km è stato aperto al pubblico nel 1964.
Dal 30 novembre del 1999 al 14 febbraio del 2000 lo speleologo francese Michel Siffre, ha trascorso un periodo di isolamento all'interno della grotta, allo scopo di studiare l'adattamento del corpo umano e le ricadute sulla regolarità dei ritmi circadiani, in condizioni di isolamento e in mancanza di qualsiasi riferimento temporale.

## Fauna
La grotta ospita numerose specie di pipistrelli; degna di particolare menzione la presenza di alcune specie di crostacei troglobi privi di occhi e di colore bianco (Niphargus spp.).